# Filip Meirhaeghe
Filip Meirhaeghe (né le 5 mars 1971 à Gand) est un coureur cycliste belge spécialiste du VTT. Professionnel de 1996 à 2009, il a été champion du monde de cross-country  en 2003, vainqueur de la Coupe du monde 2002 et médaillé d'argent aux Jeux olympiques de 2000. Il est l'actuel sélectionneur de l'équipe de Belgique de VTT.

## Biographie
Il est vice-champion olympique de VTT derrière le Français Miguel Martinez aux JO de Sydney en 2000.
En juin 2004, Filip Meirhaeghe est contrôlé positif à l'EPO, deux jours avant sa victoire lors de la manche de Coupe du monde disputée à Mont-Sainte-Anne, au Québec. Il avoue avoir consommé de l'EPO et annonce dans un premier temps son intention de mettre fin à sa carrière. La commission disciplinaire de la Royale ligue vélocipédique belge prononce à son encontre une suspension de 4 ans dont 15 mois ferme.
Il revient à la compétition en 2006 au sein de l'équipe Landbouwkrediet-Colnago dirigée par Gérard Bulens qui souhaite lui donner « une deuxième chance ». En mars, il acquiert sa seule victoire sur route chez les professionnels : le Grand Prix Rudy Dhaenens.
Il arrête sa carrière le 3 mai 2009, à l'issue de la manche de Coupe du monde disputée à Houffalize. Il devient le nouveau sélectionneur de l'équipe de Belgique de VTT à partir de 2010.

## Palmarès en VTT

### Jeux olympiques
- Sydney 2000
  -  Médaille d'argent du cross-country

### Championnats du monde
- Villard-de-Lans 1987
  -  Champion du monde de cross-country juniors
- Spa 1989
  -  Champion du monde de cross-country juniors
- Mont Sainte-Anne 1998
  -  Médaillé de bronze du cross-country
- Åre 1999
  -  Médaillé de bronze du cross-country
- Kaprun 2002
  -  Médaillé d'argent du cross-country
- Lugano 2003
  -  Champion du monde de cross-country

### Coupe du monde
- Coupe du monde de cross-country (1)
  - 1998 (1 manche)
  - 1999 (1 manche)
  - 2000 (2 manches)
  - 1er en 2002 (2 manches)
  - 2e en 2003 (2 manches)
  - 5e en 2004 (2 manches)[6]

### Championnat d'Europe
- 2000
  -  Champion d'Europe de cross-crountry

### Championnat de Belgique
- Champion de Belgique de cross-country (4) : 1996, 1998, 2001 et 2006

## Palmarès sur route et classements mondiaux

### Par années
- 1996
  - 2e du Grand Prix du Nord-Pas-de-Calais
- 2006
  - Grand Prix Rudy Dhaenens

### Classements mondiaux
| Année           | 2006 | 2007 |
| --------------- | ---- | ---- |
| UCI Asia Tour   | 195e |      |
| UCI Europe Tour |      | 890e |